# Acalypha angustata
Acalypha angustata är en törelväxtart som beskrevs av Otto Wilhelm Sonder. Acalypha angustata ingår i släktet akalyfor, och familjen törelväxter. Inga underarter finns listade i Catalogue of Life.